# Edward Joseph Hunkeler
Edward Joseph Hunkeler (* 1. Januar 1894 in Medicine Lodge, Kansas, USA; † 1. Oktober 1970) war Erzbischof von Kansas City.

## Leben
Edward Joseph Hunkeler empfing am 14. Juni 1919 das Sakrament der Priesterweihe.
Am 10. März 1945 ernannte ihn Papst Pius XII. zum Bischof von Grand Island. Der Apostolische Delegat in den Vereinigten Staaten, Erzbischof Amleto Giovanni Cicognani, spendete ihm am 1. Mai desselben Jahres die Bischofsweihe; Mitkonsekratoren waren der Bischof von Omaha, James Hugh Ryan, und der Bischof von Green Bay, Stanislaus Vincent Bona.
Am 28. März 1951 ernannte ihn Pius XII. zum Bischof von Kansas City. Mit der Erhebung der Diözese zum Erzbistum am 9. August 1952 wurde Edward Joseph Hunkeler erster Erzbischof von Kansas City. Am 4. September 1969 trat Hunkeler zurück und wurde zum Titularerzbischof von Selsea ernannt.